# Рудковский сельский совет (Черниговская область)
Рудковський сельский совет (укр. Рудківська сільська рада) — орган местного самоуправления в Черниговском районе Черниговской области. Административный центр — село Рудка.

## Общие сведения
Рудковский сельский совет образован в 1919 году.
05.02.1965 Указом Президиума Верховного Совета Украинской ССР передано Довжицкий, Плеховский, Рудковский, Хмельницкий и Шибириновский Репкинского района — в состав Черниговского района.[1]
Территория совета: 46,76 км2
Население совета: 1035 человек (по состоянию на 2001 год)

## Населенные пункты
Сельскому совету подчинены населенные пункты:
с. Рудка
с. Селянская Слобода

## Состав совета
Совет состоит из 14 депутатов и главы.
Председатель совета: Мельниченко Валентина Леонидовна
Секретарь Совета: Белая Людмила Николаевна